# 阿布巴卡尔·海达尔·阿卜杜拉
阿布巴卡尔·海达尔·阿卜杜拉（阿拉伯语：‎，1996年8月28日—）出生于苏丹，是一名代表卡塔尔参赛的男子中长跑运动员。他参加了2016年夏季奥林匹克运动会的男子800米项目，结果在预赛中以1分47秒81排名小组第五名，无缘下一轮。